# Peñablanca (Cagayan)
Peñablanca ist eine Stadtgemeinde in der philippinischen Provinz Cagayan und liegt im Südosten der Provinz an der Philippinensee.
Die Bevölkerung lebt größtenteils von der Landwirtschaft. Bevorzugt angebaut werden Reis, Mais, Mungbohnen und Erdnüsse.

## Geschichte
Fossile Menschenreste aus der Callao-Höhle datieren auf mindestens 67.000 Jahre vor heute und geben einen Hinweis auf die lange Besiedlungsgeschichte Peñablancas und der Insel Luzon. Die archäologischen Ausgrabungsstätten im Cagayan Valley und die Felsenmalereien in den Höhlen, die auf dem Gemeindegebiet liegen, stehen zusammen mit den Petroglyphen auf den Philippinen seit 2006 auf der Vorschlagsliste der Philippinen zur Aufnahme in die Welterbeliste der UNESCO.
Während der spanischen Kolonialzeit war Peñablanca ein Stadtteil von Tuguegarao und wurde erst 1896 selbständig.

## Lage
Peñablanca liegt in der Sierra Madre, wodurch die Region sehr bergig ist. Teilweise steigt hier das Gelände auf über 1500 Meter an. Im Süden grenzt die Stadtgemeinde an die Provinz Isabela. Im Nordwesten der Gemeinde liegt das Naturschutzgebiet Peñablanca Protected Landscape & Seascape, das eine Fläche von 1187,81 km² umfasst.

## Stadtgliederung
Peñablanca ist in die folgenden 24 Baranggays aufgeteilt:
| - Aggugaddan - Alimanao - Baliuag - Bical - Bugatay - Buyun - Cabasan - Cabbo - Callao - Camasi - Centro - Dodan | - Lapi - Malibabag - Manga - Minanga - Nabbabalayan - Nanguilattan - Nannarian - Parabba - Patagueleg - Quibal - San Roque - Sisim |

## Söhne und Töchter der Stadtgemeinde
- Lerma Gabito (* 1974), Leichtathletin